# 4 Colors
Albums de SPEED
Bridge
(27 nov. 2003)
Lives par SPEED
Best Hits Live
(25 février 2004)
Compilations par SPEED
Speedland
(5 août 2009)
Singles
1. Ashita no Sora
Sortie : 12 novembre 2008
2. S.P.D.
Sortie : 27 mai 2009
3. Himawari: Growing Sunflower
Sortie : 21 avril 2010
4. Yubiwa
Sortie : 1er septembre 2010
5. Let's Heat Up!
Sortie : 10 novembre 2010
6. Little Dancer
Sortie : 10 août 2011

4 Colors (écrit en capitales : 4 COLORS) est le cinquième album original de SPEED.

## Présentation
L'album sort le 14 novembre 2012 au Japon sur le label Sonic Groove, neuf ans après le précédent album original du groupe, Bridge (entre-temps sont sortis l'album live Best Hits Live en 2004 et l'album de reprises Speedland en 2009). C'est le premier album original du groupe depuis sa reformation définitive en 2008 (séparé en 2000, il s'était reformé ponctuellement en 2001 et 2003) ; il n'avait plus sorti de disque depuis le single Little Dancer paru quinze mois auparavant.
L'album sort en trois versions, avec des couvertures différentes : édition "CD seul", édition "CD+DVD" incluant un DVD de clips vidéos, et édition "CD+2DVD" incluant un second DVD de titres filmés en concert ; une édition limitée de cette dernière version réservée aux membres du fan club contient une version rallongée du second DVD.
L'album atteint la 16e place du classement hebdomadaire des ventes de l'Oricon, et reste classé pendant quatre semaines. C'est alors le plus faible classement d'un album du groupe, et sa plus faible vente d'un album.
L'album contient treize titres, dont seulement six nouvelles chansons ; il contient en effet les chansons-titres des six singles sortis précédemment  par le groupe depuis sa reformation en 2008 (Ashita no Sora, S.P.D., Himawari: Growing Sunflower, Yubiwa, Let's Heat Up!, et Little Dancer) et une de leurs "faces B" (Pride du dernier single, en collaboration avec le rappeur Daijin Ohga, cependant remaniée sur l'album).
Six des chansons (dont quatre nouvelles) sont écrites, composées et produites par Yuki "Jolly Roger", chanteuse du groupe Bennie K qui s'était déjà occupée du précédent single Little Dancer, tandis que seulement quatre (dont une nouvelle) sont de Hiromasa Ijichi, principal auteur-compositeur-producteur des autres disques du groupe.

## Liste des titres
| CD    | CD                                                                               | CD                                                       | CD    | CD | CD | CD | CD | CD | CD |
| No    | Titre                                                                            | Auteur / Compositeur / Arrangeur                         | Durée |    |    |    |    |    |    |
| ----- | -------------------------------------------------------------------------------- | -------------------------------------------------------- | ----- | -- | -- | -- | -- | -- | -- |
| 1.    | World Dance (WORLD DANCE)                                                        | Yuki "Jolly Roger" / Yuki "Jolly Roger" / SiZK           | 3:41  |    |    |    |    |    |    |
| 2.    | Little Dancer (リトルダンサー ; 20e single)                                      | Yuki "Jolly Roger"                                       | 4:05  |    |    |    |    |    |    |
| 3.    | Himawari: Growing Sunflower (ヒマワリ -Growing Sunflower- ; 17e single)          | Hiromasa Ijichi / Hiromasa Ijichi / The Flixx            | 3:45  |    |    |    |    |    |    |
| 4.    | Surprise (SURPRISE)                                                              | Yuki (...) / JT for JTMusic / JT for JTMusic             | 3:13  |    |    |    |    |    |    |
| 5.    | Pride feat. Daijin: Ohga -Original Ver.- (PRIDE feat. 大神:OHGA ; du 20e single) | Yuki "Jolly Roger" (rap par Daijin Ohga)                 | 4:26  |    |    |    |    |    |    |
| 6.    | S.P.D. (16e single)                                                              | Shungo. / K. Sones, P. Martin, J. Shave / idem           | 4:00  |    |    |    |    |    |    |
| 7.    | Stay Miracle                                                                     | N. Watanabe / Kotecha, Romdhane, Larossi, Kiraly / Masse | 3:40  |    |    |    |    |    |    |
| 8.    | Unlucky X'mas                                                                    | Yuki "Jolly Roger"                                       | 4:27  |    |    |    |    |    |    |
| 9.    | Let's Heat Up! (19e single)                                                      | Hiromasa Ijichi / Ijichi / Mitsuki Shiokawa              | 4:03  |    |    |    |    |    |    |
| 10.   | Yubiwa (指環 ; 18e single)                                                       | Daiki Shimauchi, Jin / Shimauchi / Nishi-ken             | 5:12  |    |    |    |    |    |    |
| 11.   | Ashita no Sora (あしたの空 ; 15e single)                                         | Ijichi / Ijichi / Satoshi Nakayama, U-key Zone           | 4:33  |    |    |    |    |    |    |
| 12.   | 4 Colors                                                                         | Yuki "Jolly Roger" (coarrangée avec Hammer)              | 5:50  |    |    |    |    |    |    |
| 13.   | Family (FAMILY)                                                                  | Hiromasa Ijichi / Ijichi / Makoto Sakuma                 | 5:28  |    |    |    |    |    |    |
| 56:23 |                                                                                  |                                                          |       |    |    |    |    |    |    |

| 1. | Little Dancer (Director's cut) (リトルダンサー ...)        |  |
| 2. | Let's Heat Up!                                             |  |
| 3. | Yubiwa (指環)                                              |  |
| 4. | Himawari: Growing Sunflower (ヒマワリ -Growing Sunflower-) |  |
| 5. | S.P.D.                                                     |  |
| 6. | Ashita no Sora (あしたの空)                                |  |

| 1. | Body & Soul |  |
| 2. | Little Dancer (リトルダンサー ...)                                                                                    |  |
| 3. | Kisetsu ga Iku Toki (季節がいく時)                                                                                    |  |
| 4. | Stars to shine again                                                                                                  |  |
| 5. | Fan Meeting 2011 Special Medley (Too Young / Don't be afraid / Kiss / Adam to Eve / Kiwi Love / Stars to shine again) |  |
| 6. | Happy Together |  |
| 7. | Kisetsu ga Iku Toki (季節がいく時)                                                                                    |  |

| 1.  | Body & Soul |  |
| 2.  | Little Dancer (リトルダンサー ...)                                                                                    |  |
| 3.  | Kisetsu ga Iku Toki (季節がいく時)                                                                                    |  |
| 4.  | Stars to shine again                                                                                                  |  |
| 5.  | MC (présentation) |  |
| 6.  | Fan Meeting 2011 Special Medley (Too Young / Don't be afraid / Kiss / Adam to Eve / Kiwi Love / Stars to shine again) |  |
| 7.  | MC (présentation) |  |
| 8.  | Happy Together |  |
| 9.  | Kisetsu ga Iku Toki (季節がいく時)                                                                                    |  |
| 10. | SPEED Fan Meeting 2011 @ Shibuya-AX Off Shot                                                                          |  |